# Cocaine (nummer)
Cocaine is een nummer van de Amerikaanse muzikant J.J. Cale. Het nummer verscheen op zijn album Troubadour uit 1976. In 1977 verscheen het nummer als B-kant van de single Hey Baby. Later dat jaar werd het nummer uitgebracht door Eric Clapton op zijn album Slowhand, die het op de B-kant van zijn single Lay Down Sally zette.

## Achtergrond
Cocaine is geschreven door J.J. Cale en geproduceerd door Audie Ashworth. Zijn versie verscheen op zijn album Troubadour en later als B-kant op zijn single Hey Baby. In een aantal landen werd het nummer ook op de A-kant van een single uitgebracht, met wisselende successen. In Nieuw-Zeeland werd het een nummer 1-hit, terwijl het ook in Zwitserland, Oostenrijk en Zweden een top 10-hit werd. In Duitsland en Australië kwam het echter niet verder dan respectievelijk een 22e en een 45e positie in de hitlijsten.
In 1977 werd Cocaine gecoverd door Eric Clapton, die het op zijn album Slowhand zette. Hij beschreef het als een nummer tegen drugs: "Het is niet goed om opzettelijk een anti-drugsnummer te schrijven en hopen dat het aanslaat. Over het algemeen worden mensen daar juist boos over. Het zou hen storen wanneer iemand anders iets in hun gezicht probeert te duwen. Dus het beste om te doen is om iets te brengen dat dubbelzinnig is - dat, wanneer je het bestudeert of reflecteert, het gezien kan worden als "anti" - wat het nummer Cocaine doet is juist een anti-cocaïnenummer. Wanneer je het bestudeert of ernaar kijkt en een beetje nadenkt... vanaf een grote afstand... of als het voorbij komt... het juist klinkt als een nummer over cocaïne. Maar eigenlijk is het vrij slim anti-cocaïne."
Cocaine is niet het enige nummer van Cale dat door Clapton is opgenomen; hij heeft ook After Midnight en Travelin' Light gecoverd. Na Cales dood nam Clapton als eerbetoon het album The Breeze op dat louter Cale-covers bevat. Door de jaren heen voegde hij de regel "that dirty cocaine" (die vieze cocaïne) toe tijdens zijn optredens om de anti-drugsboodschap van het nummer te onderstrepen. De versie van Clapton verscheen op de B-kant van zijn single Lay Down Sally. Een liveversie van Cocaine, afkomstig van het album Just One Night uit 1980, verscheen op de B-kant van zijn single Tulsa Time en behaalde de dertigste plaats in de Billboard Hot 100. In Nederland werd het nummer wel uitgebracht op de A-kant van een single, maar behaalde het de Top 40 niet en bleef het steken op de veertiende plaats in de Tipparade.

## NPO Radio 2 Top 2000
| Nummers met noteringen in de NPO Radio 2 Top 2000 | '99  | '00 | '01 | '02 | '03 | '04  | '05  | '06 | '07 | '08 | '09 | '10 | '11 | '12 | '13 | '14 | '15  | '16  | '17  | '18  | '19  | '20  | '21  | '22  | '23  | '24  |
| ------------------------------------------------- | ---- | --- | --- | --- | --- | ---- | ---- | --- | --- | --- | --- | --- | --- | --- | --- | --- | ---- | ---- | ---- | ---- | ---- | ---- | ---- | ---- | ---- | ---- |
| Cocaine (J.J. Cale)                               | 1026 | -   | 818 | 920 | 810 | 1004 | 1007 | 673 | 865 | 811 | 735 | 682 | 729 | 875 | 585 | 766 | 1171 | 1161 | 1399 | 1567 | 1625 | 1601 | 1620 | 1990 | 1982 | -    |
| Cocaine (Eric Clapton)                            | -    | -   | -   | -   | -   | -    | -    | -   | -   | -   | -   | -   | -   | -   | -   | -   | -    | -    | -    | 954  | 1104 | 1226 | 1284 | 1494 | 1712 | 1652 |

1. ↑  Een '-' betekent dat het nummer niet was genoteerd en een vetgedrukt getal geeft de hoogste notering van een nummer aan.